# Herbert Boyer
Herbert W. Boyer (Derry, 10 de julho de 1936) é um bioquímico estadunidense.
Foi professor da Universidade da Califórnia em São Francisco (UCSF) e vice-presidente da Genentech de 1976 até aposentar-se em 1991.